# Lilla Låhilamm
Lilla Låhilamm är en sjö i Ljusdals kommun i Hälsingland och ingår i Dalälvens huvudavrinningsområde.